# Bahnhof Walthersdorf (Erzgeb)
Walthersdorf (Erzgeb) bezeichnet den einstigen Bahnhof und nunmehrigen Haltepunkt des südwestlich von Annaberg-Buchholz liegenden Ortsteils Walthersdorf der Gemeinde Crottendorf im sächsischen Erzgebirgskreis. Der Ort besaß mit dem Haltepunkt Walthersdorf (Erzgeb) Hp eine weitere Station an der Bahnstrecke Walthersdorf–Crottendorf, auf der 1996 der Personenverkehr eingestellt wurde.
Nach der Einstellung des Personenverkehrs auf der Bahnstrecke Annaberg-Buchholz–Schwarzenberg im Jahr 1997 ist die Station ohne planmäßigen Schienenverkehr. Seit 2009 wird diese Strecke an einzelnen Wochenenden im Sommerhalbjahr vom Verein Sächsischer Eisenbahnfreunde als Erzgebirgische Aussichtsbahn für den touristischen Ausflugsverkehr genutzt.
Das Empfangsgebäude, zwei Nebengebäude und die Schrankenanlage stehen unter Denkmalschutz.

## Lage
Der Bahnhof Walthersdorf (Erzgeb) liegt im Nordosten des heutigen Crottendorfer Ortsteils Walthersdorf im Erzgebirge. Die Mündung des Rosenbachs in die Zschopau befindet sich westlich des Bahnhofs.

## Geschichte

### Name
Die Station trug im Lauf der Zeit fünf verschiedene Namen, im Einzelnen waren dies:
- bis 1905: Waltersdorf Haltestelle
- bis 1910: Waltersdorf Bahnhof
- bis 1911: Walthersdorf i. Sachsen
- bis 1921: Walthersdorf (Sa)
- seit 1921: Walthersdorf (Erzgeb)

### Betrieb

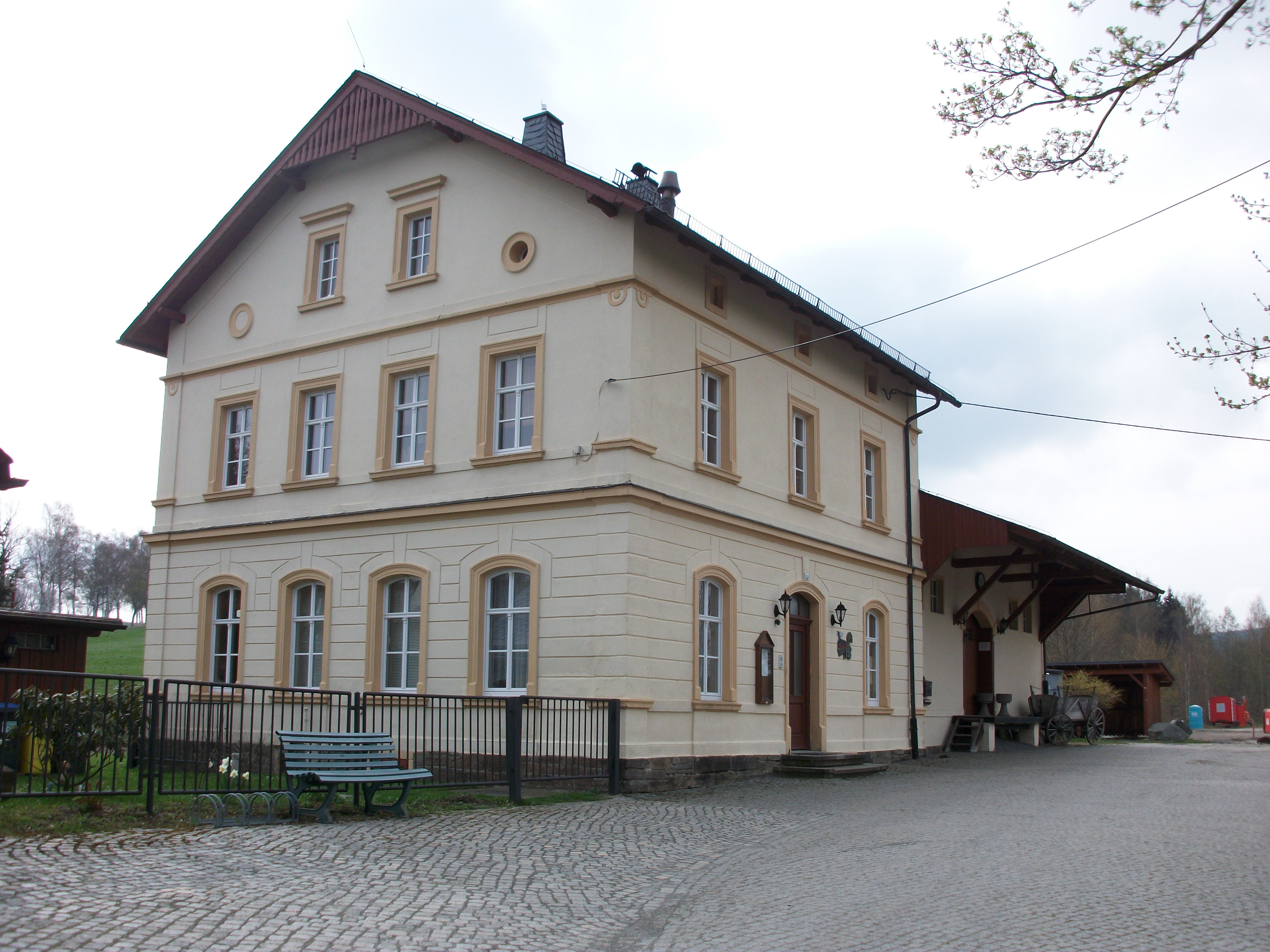
Bahnhof Walthersdorf (Erzgeb), Straßenansicht (2016)

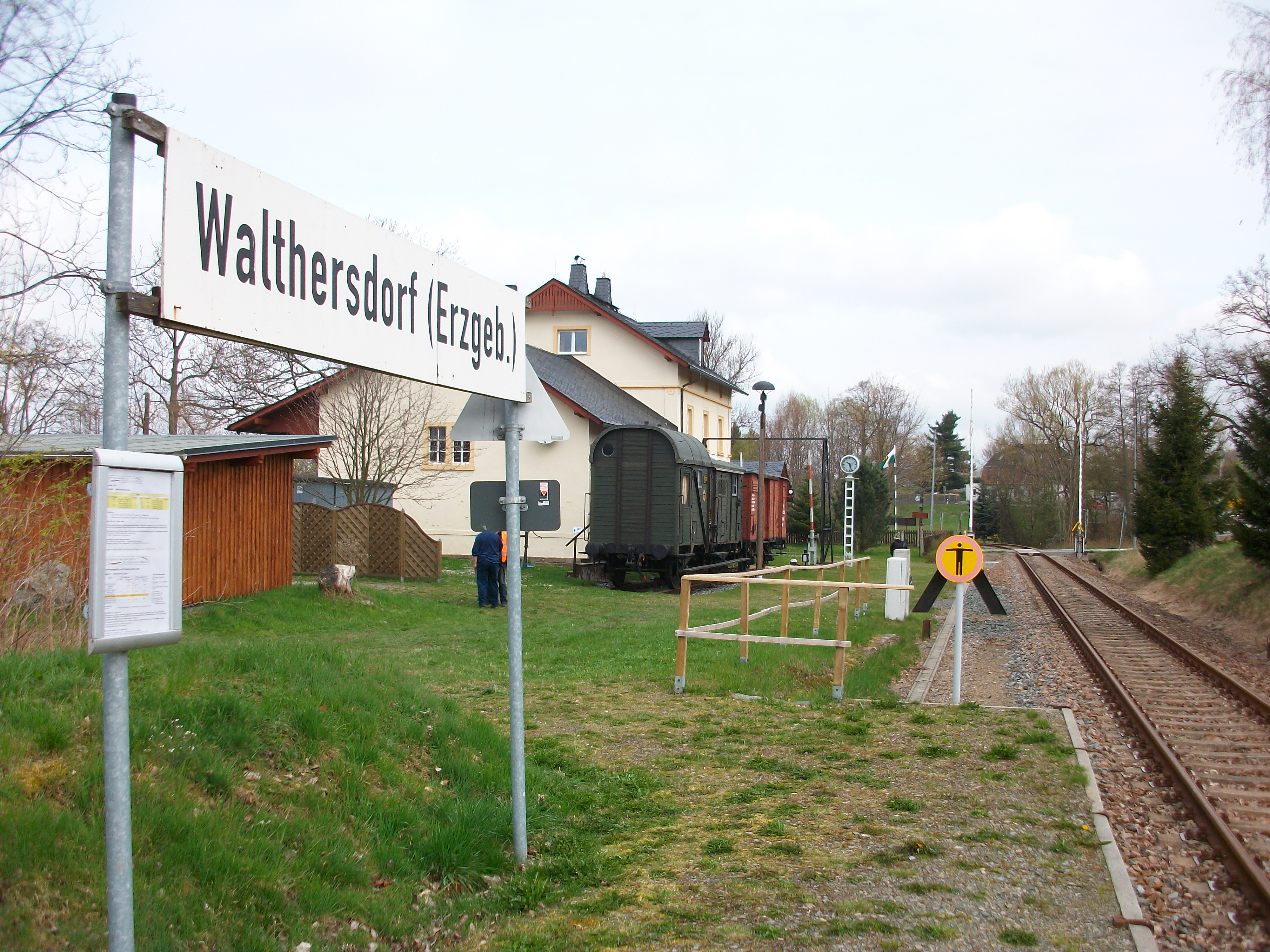
Bahnhof Walthersdorf (Erzgeb), Bahnsteig (2016)

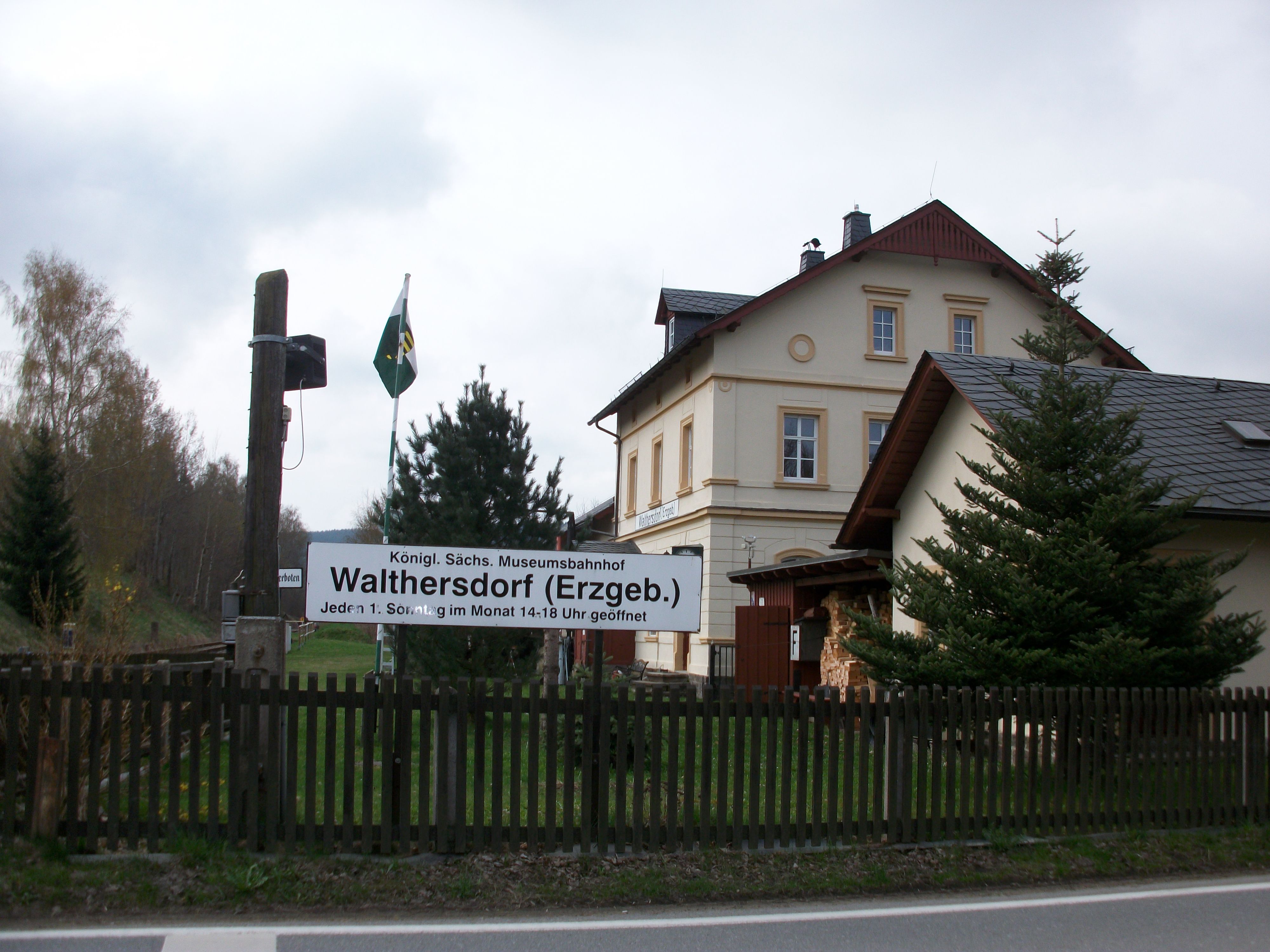
Museumsbahnhof Walthersdorf (Erzgeb) (2016)

Der Bahnhof Walthersdorf (Erzgeb) wurde am 1. Dezember 1889 als Haltestelle gemeinsam mit der Bahnstrecke Buchholz–Schwarzenberg (Erzgeb) und der hier abzweigenden Sekundärbahn Walthersdorf–Crottendorf eröffnet. Da für das benachbarte Schlettau von Anfang an ein größerer Bahnhof vorgesehen war, wurde Walthersdorf Haltestelle nicht als Anschlussbahnhof, sondern lediglich als Abzweigstelle für den Personenübergang und den lokalen Güterverkehr angelegt. Die Züge nach Crottendorf begannen und endeten seit Eröffnung der Strecken im Bahnhof Schlettau, dem Walthersdorf bezüglich der Verwaltung die meiste Zeit seiner Existenz unterstellt war. Lediglich vom 1. April 1921 bis zum 30. März 1924 und vom 1. Juni 1938 bis zum 1. Mai 1947 war der Walthersdorfer Bahnhof eine eigenständige Dienststelle.
Die Station, welche seit dem 1. Mai 1905 als Bahnhof geführt wurde, verfügte über drei Gleise. Das Gleis 1 vermittelte als Laderampen- und Güterschuppengleis den Stückgut- und Wagenladungsverkehr. Das Gleis 2 war das Hauptgleis für die Züge von und nach Crottendorf. Beide Gleise sind nicht mehr vorhanden. Einzig Gleis 3, welches das durchgehende Hauptgleis der Buchholz–Schwarzenberger Strecke darstellt, ist heute noch vorhanden. Der 90 m lange Personenbahnsteig befand sich in Insellage zwischen den Gleisen 2 und 3. Er diente somit den Buchholzer und den Crottendorfer Zügen gleichzeitig. Der Bahnhof Walthersdorf (Erzgeb) verfügte über sechs Weichen und eine Gleiskreuzung. An Hochbauten und zugehörigen Baulichkeiten hatte die Station ein Empfangsgebäude mit angebautem Güterschuppen, Wirtschaftsgebäude, Laderampe, ein Stellwerk, Wirtschaftsbrunnen, Aschegrube und einen Feuerleiterhalter. Um 1925 wurde der Ladeplatz erweitert. 1926 wurde am Zugang zum Inselbahnsteig eine Schranke zur Sicherung des abzweigenden Crottendorfer Gleises errichtet.
Das größte Verkehrsaufkommen hatte der Bahnhof Walthersdorf (Erzgeb) in den 1920er und 1930er Jahren. Zu dieser Zeit fuhren nach Crottendorf täglich zehn Zugpaare. Zwischen Buchholz und Schwarzenberg liefen fünf durchgehende Zugpaare und eine Reihe weiterer kürzerer Zugläufe. Zusätzlich kamen noch etwa fünf bis sieben selbstständige Güterzugleistungen. Im Güterverkehr sind vor allem eingehende Holzwaren für die Fa. Georg Adler, die in Walthersdorf eine Kartonagenfabrikation betrieb, erwähnenswert. Nach dem Zweiten Weltkrieg wurde die Firma in einen möbelproduzierenden Volkseigenen Betrieb umgewandelt. Weiterhin spielte die Anlieferung von Kohlen eine bedeutende Rolle. 1964 wurde der Gütertarifbahnhof Walthersdorf geschlossen. Die Güterkunden mussten seitdem in Schlettau oder Crottendorf ihre Güter aufgeben oder abholen. Wenige Jahre später erfolgte der Ausbau der nicht mehr benötigten Weichen und Gleise, wobei das Gleis der einstigen Ladestraße für die Zwecke der Bahnmeisterei liegen blieb. Eine geplante Einstellung der Crottendorfer Bahn scheiterte am hohen Güteraufkommen in Crottendorf.
Nach der Deutschen Wiedervereinigung ging der Güter- und Personenverkehr der Eisenbahn dramatisch zurück. Als Folge wurde auf den beiden den Bahnhof Walthersdorf (Erzgeb) berührenden Strecken der Güterverkehr zum Jahreswechsel 1994/95 eingestellt. Zum 31. Dezember 1996 wurde der Personenverkehr nach Crottendorf eingestellt und die Strecke nach der 1999 erfolgten Stilllegung abgebaut. Der letzte planmäßige Zug durchquerte den Bahnhof Walthersdorf (Erzgeb) am 27. September 1997 auf der Bahnstrecke Annaberg-Buchholz–Schwarzenberg.
Das Empfangsgebäude des Bahnhofs wurde im Jahr 2000 von Claus Schlegel gekauft und innerhalb von drei Jahren restauriert und zu einem Eisenbahnmuseum umgebaut. Die Bahnstrecke Annaberg-Buchholz–Schwarzenberg wurde am 1. Januar 2002 von der DB-eigenen Erzgebirgsbahn übernommen. Seit 2009 wird die Strecke an einzelnen Wochenenden im Sommerhalbjahr als Erzgebirgische Aussichtsbahn für den touristischen Ausflugsverkehr genutzt. Verantwortliches Eisenbahnverkehrsunternehmen ist der Verein Sächsischer Eisenbahnfreunde e. V. Die Station Walthersdorf (Erzgeb) wird seither nur noch als Haltepunkt geführt.